# Marco Pastore
Marco Pastore (11 maggio 1973) è un ex sciatore alpino italiano naturalizzato tedesco dalla stagione 2000-2001.

## Biografia
Pastore esordì in Coppa Europa il 9 febbraio 1996 a Sella Nevea in slalom gigante (35º) e in Coppa del Mondo il 17 novembre 2000 a Park City nella medesima specialità, senza concludere la gara; ai successivi Mondiali di Sankt Anton am Arlberg 2001, sua unica presenza iridata, non portò a termine lo slalom speciale. Prese per l'ultima volta il via in Coppa del Mondo il 9 dicembre 2001 a Val-d'Isère in slalom gigante, senza concludere la prova (non portò a termine nessuna delle 6 gare nel massimo circuito internazionale cui prese parte) e si ritirò durante la stagione 2007-2008; la sua ultima gara fu uno slalom gigante citizen disputato a Passo San Pellegrino il 14 febbraio.

## Palmarès

### Coppa Europa
- Miglior piazzamento in classifica generale: 127º nel 2001

### Campionati tedeschi
- 2 medaglie:
  - 1 oro (slalom gigante nel 2001)
  - 1 argento (slalom speciale nel 2001)